# ISO 3166-2:MV
ISO 3166-2:MV est l'entrée pour les Maldives dans l'ISO 3166-2, qui fait partie du standard ISO 3166, publié par l'Organisation internationale de normalisation (ISO), et qui définit des codes pour les noms des principales administration territoriales (e.g. provinces ou États fédérés) pour tous les pays ayant un code ISO 3166-1.
En 2008, dans une tentative de décentralisation, le gouvernement de Nasheed a divisé le pays en sept provinces.
Rejetant ce changement, le Parlement a vu l'abolition du système provincial en 2010, à travers une nouvelle loi sur la décentralisation. Par conséquent, l'organisation finale des divisions administratives sont les suivantes : 2 villes, 19 atolls et 189 îles.

## Villes (2)
| Code   | Nom de la subdivision      | Nom de la subdivision |
| Code   | en anglais (en français *) | en maldivien          |
| ------ | -------------------------- | --------------------- |
| MV-01  | Addu City (Addu)           | Addu, Seenu           |
| MV-MLE | Male (Malé)                | Maale                 |

## Atoll administratif (19)

Atoll administratif

| Code  | Nom de la subdivision                   | Nom de la subdivision                    |
| Code  | en anglais (en français *)              | en maldivien                             |
| ----- | --------------------------------------- | ---------------------------------------- |
| MV-00 | South Ari Atoll (Alif Dhaal)            | Ariatholhu Dhekunuburi, Alifu Dhaalu     |
| MV-02 | North Ari Atoll (Alif Alif)             | Ariatholhu Uthuruburi, Alifu Alifu       |
| MV-03 | Faadhippolhu                            | Faadhippolhu, Lhaviyani                  |
| MV-04 | Felidhu Atoll (Vaavu)                   | Felidheatholhu, Vaavu                    |
| MV-05 | Hahdhunmathi                            | Hahdhunmathi, Laamu                      |
| MV-07 | North Thiladhunmathi (Haa Alif)         | Thiladhunmathee Uthuruburi, Haa Alifu    |
| MV-08 | Kolhumadulu                             | Kolhumadulu, Thaa                        |
| MV-12 | Mulaku Atoll                            | Mulakatholhu, Meemu                      |
| MV-13 | North Maalhosmadulu (Raa)               | Maalhosmadulu Uthuruburi, Raa            |
| MV-14 | North Nilandhe Atoll (Nilandhe du Nord) | Nilandhe Atholhu Uthuruburi, Faafu       |
| MV-17 | South Nilandhe Atoll (Nilandhe du Sud)  | Nilandheatholhu Dhekunuburi, Dhaalu      |
| MV-20 | South Maalhosmadulu (Baa)               | Maalhosmadulu Dhekunuburi, Baa           |
| MV-23 | South Thiladhunmathi (Haa Dhaalu)       | Thiladhunmathee Dhekunuburi, Haa Dhaalu  |
| MV-24 | North Miladhunmadulu (Shaviyani)        | Miladhunmadulu Uthuruburi, Shaviyani     |
| MV-25 | South Miladhunmadulu (Noonu)            | Miladhunmadulu Dhekunuburi, Noonu        |
| MV-26 | Male Atoll (Kaafu)                      | Maaleatholhu, Kaafu                      |
| MV-27 | North Huvadhu Atoll (Gaafu Alif)        | Huvadhuatholhu Uthuruburi, Gaafu Alifu   |
| MV-28 | South Huvadhu Atoll (Gaafu Dhaalu)      | Huvadhuatholhu Dhekunuburi, Gaafu Dhaalu |
| MV-29 | Fuvammulah                              | Fuvammulah, Gnaviyani                    |

## Historiques
Historique des changements
- 13 décembre 2011 : Réorganisation administrative, ajout des termes génériques administratifs locaux, ajustement linguistique et mise à jour de la liste source et du code source.
- 15 novembre 2016 : Modification de l'orthographe de MV-05
- 26 novembre 2016 : Suppression des provinces et des subdivision-mère, Modification de l'orthographe en div et en eng, Modification du nom de catégorie remplacer capitale par ville pour MV-MLE; Modification du nom de catégorie remplacer atoll administrative par ville pour MV-01